# Dinastia Comnenilor

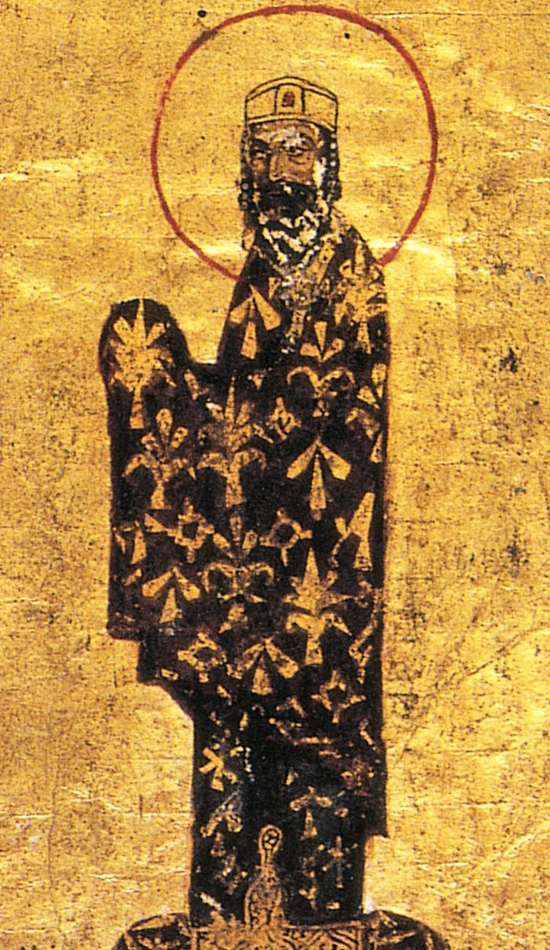
Alexios I Comnen

Dinastia Comnenilor (sau Komnen (Comnoiu-prezent)) (grecă:Κομνηνός, Κομνηνοί) a fost o familie domnitoare în Imperiul Bizantin între 1057 - 1059 și 1081 - 1185 (între 1059 - 1081 ramură colaterală) și în Imperiul din Trapezunt între 1204 - 1461.

## Scurt istoric
Familia era originară din Paplagonia, Anatolia, și a devenit importantă sub Vasile II.
Primul împărat din dinastia Comnenilor a fost Isaac I Comnenul, care a venit la conducere după o conspirație împotriva lui Mihail al VI-lea al Bizanțului Bringas. Însă doi ani mai târziu, Isaac a fost alungat de Constantin al X-lea Ducas. Urmașii lui Constantin au făcut alianțe cu familia Comnenilor.
Alexie I Comnenul, ginerele fratelui lui Constantin X și nepotul de frate al lui Isaac, a ajuns pe tron în 1081. Tot Alexie a fost unul dintre protagoniștii primei cruciade. El și urmașii săi Ioan al II-lea Comnenul și Manuel I Comnenul au recucerit aproape toată Peninsula Balcanică, precum și teritorii în Anatolia și Crimeea.

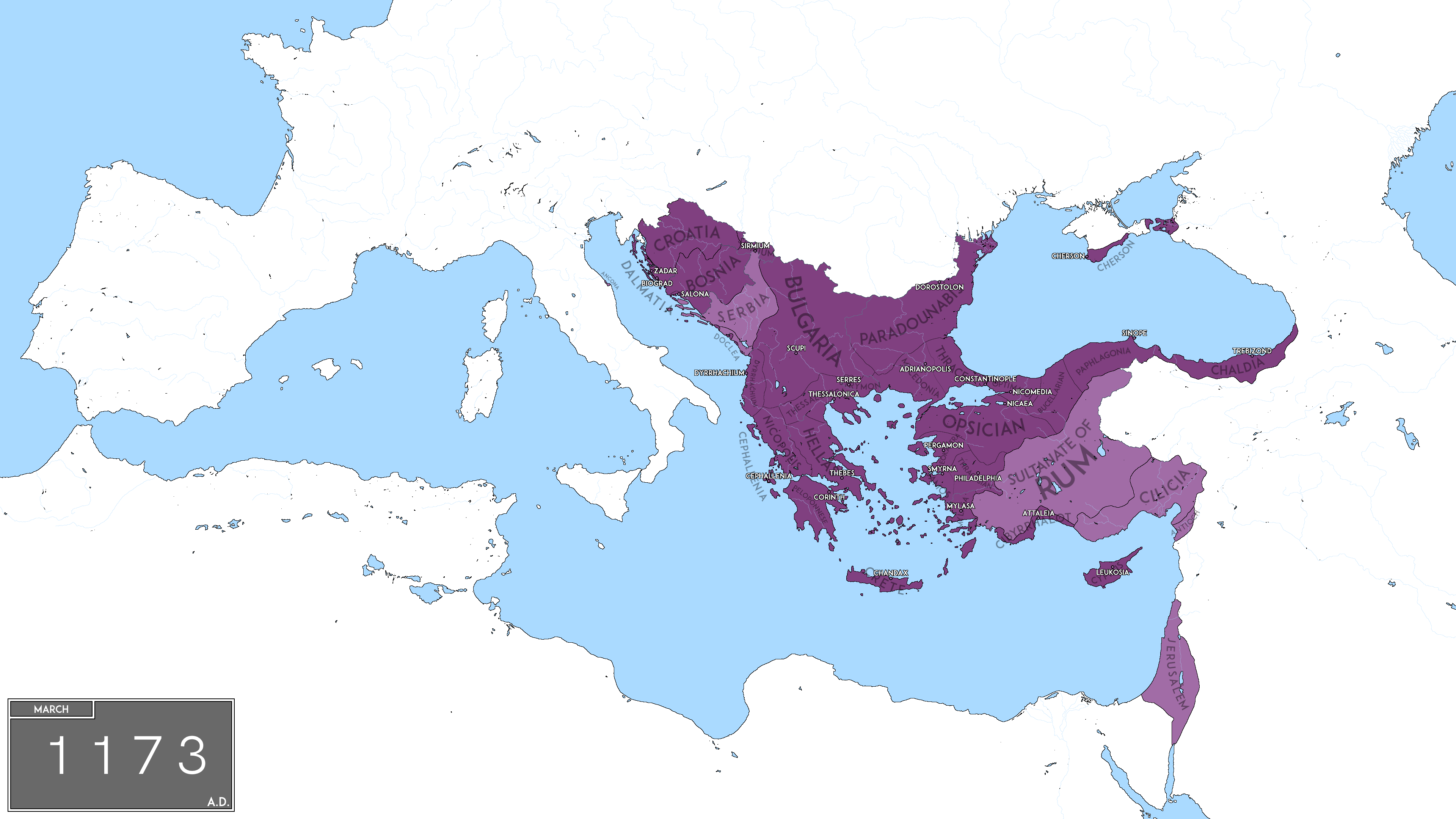
Imperiul Roman de Rasarit la apogeul puterii lui Manuel I Comnenul.

În 1184, un strănepot de-al lui Manuel I, Isaac Comnenul din Cipru, s-a declarat împărat în Cipru, creând un mic stat aici. Însă el a fost capturat în 1191 de către Richard I al Angliei, iar statul lui a fost destrămat, Cipru devenind un stat cruciat.
După moartea lui Manuel I, urmașii săi au pierdut mare parte din cuceriri. În 1185, ultimul împărat, Andronic I Comnenul, a fost ucis și un alt descendent din Alexios I, Isaac al II-lea Angelos, a preluat puterea. De asemenea, familiile Lascaris și Paleolog au fost descendente din familia Comnenilor.
Comnenii au rămas o importantă familie nobilă în Imperiul Bizantin, precum și în statele latine din Grecia. În 1204, odată cu ocuparea Constantinopolelui de către cruciați, Alexie, fiul lui Manuel I, a fugit în Trapezunt, unde a creat împreună cu fratele său, David, un imperiu pe coasta Mării Negre. În timp, imperiul a devenit vasal Georgiei și a fost nevoi să facă față atacurilor mongole. Imperiul a căzut în mâinile turcilor otomani în 1461.
Alt membru al familiei, Mihail Anghelos Komnen Ducas, strănepotul lui Alexie I, a fondat în 1204 pe coasta Mării Ionice, alt stat, Despotatul Epirului, care mai târziu a trecut prin mai multe ocupații (sârbă, bizantină, latină și în sfârșit otomană).
Scriitoarei Ana Comnena, fiica împăratului Alexie I, i se atribuie cunoscuta operă Alexiada, care conține informații despre războiul cu pecenegii și cumanii, dar și despre istoria Dobrogei, aici fiind pomeniți conducătorii Tatos, Sacea și Sestlav.

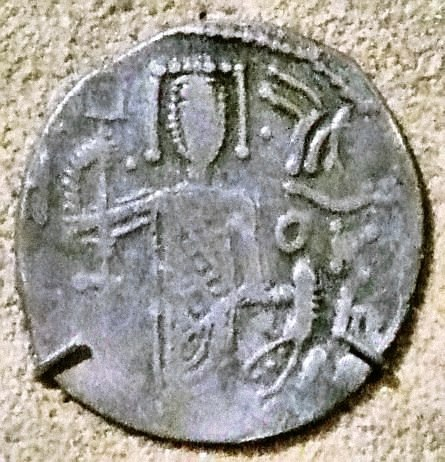
Un aspron (avers), monedă de argint emisă sub domnia lui Manuel I Comnen; este de notat coroana cu ciucuri de cristal, specifică împăraților bizantini.

Împărații din această dinastie au fost:
- Isaac I Comnenul ; 1057 - 1059
- Alexie I Comnenul ; 1081 - 1118 ; nepotul lui Isaac I
- Ioan al II-lea Comnenul ; 1118 - 1143 ; fiul lui Alexie I
- Alexie Comnenul ; 1122 - 1142 ; fiul lui Ioan al II-lea, asociat la domnie
- Manuel I Comnenul ; 1143 - 1180 ; fiul lui Ioan al II-lea
- Alexie al II-lea Comnenul ; 1180 - 1183 ; fiul lui Manuel I
- Andronic I Comnenul ; 1183 - 1185 ; nepotul lui Ioan II
- Ioan Comnenul ; 1183 - 1185 ; fiul lui Andronic I, asociat la domnie
- Isaac Comnen Uzurpatorul ; 1184 - 1191 ; strănepotul lui Manuel I, uzurpator în Cipru

Descendenți ai Comnenilor mai există și astăzi în diferite țări din  Europa sub numele de familie Comnoiu care este găsit foarte des în zone din sudul României, cei mai mulți Comnoeni fiind găsiți în județul Prahova (România). 
Numele de Comnoiu este unul foarte rar sub 2000 de oameni la nivel global.